# Fokker V.4
Il Fokker V.4 fu un aereo da caccia monomotore, monoposto e triplano, sviluppato dall'allora azienda aeronautica tedesco imperiale Fokker nella seconda parte degli anni dieci del XX secolo e rimasto allo stadio di prototipo.
Reinhold Platz fu il responsabile del design.
Il V.4 era molto simile al successivo Dr.I, ma è facilmente riconoscibile per la mancanza di montanti interplano.
Tutte e tre le ali erano a sbalzo e le due ali inferiori avevano la stessa campata. Il timone era equilibrato, ma gli aileron e gli ascensori mancavano di equilibri di corno.
In passato, a questo velivolo è stato dato per errore il nome di V.3.
Durante la ricerca sugli sviluppi dei combattimenti di Fokker, lo storico Aero Peter M. Grosz corresse l'errore.
Il V.4 fu infine equipaggiato con ali V.5 e inviato in Austria-Ungheria per la sua valutazione.